# Cesio
Il cesio è l'elemento chimico di numero atomico 55 e il suo simbolo è Cs.
È un metallo alcalino di colore argenteo-dorato, tenero e duttile, fonde poco al di sopra della temperatura ambiente. L'uso più importante del cesio è negli orologi atomici.

## Caratteristiche
Il cesio è l'ultimo dei metalli alcalini non radioattivi, il più tenero (0,2 Mohs) ed è molto duttile; è anche il meno abbondante, non considerando il radioattivo e rarissimo francio. Il cesio è anche l'elemento meno elettronegativo di tutti e quello con il più basso potenziale di ionizzazione (3,894 eV); in accordo ai potenziali standard di riduzione, non è tuttavia l'elemento più riducente [E°(Cs+ / Cs) = -3,026 V], primato che spetta al litio [E°(Li+ / Li) = -3,0401 V].
Lo spettro elettromagnetico del cesio ha due righe brillanti nella parte blu dello spettro e molte altre linee nel rosso, nel giallo e nel verde.
Il cesio può trovarsi liquido a temperatura ambiente. Il cesio reagisce in maniera esplosiva a contatto con l'acqua fredda e perfino con il ghiaccio a temperature al di sopra di −116 °C. L'idrossido di cesio (CsOH) è una base molto forte ed intacca rapidamente la superficie del vetro. La sua reazione con gli acidi fornisce i suoi sali, ad esempio il bromuro di cesio, con l'acido bromidrico.

## Applicazioni
- L'isotopo radioattivo 134Cs, come il 3H, si usa in idrologia per misurare la produzione di cesio da parte dell'industria elettronucleare. Si usa questo isotopo perché, oltre ad essere più raro rispetto al 137Cs, può essere prodotto solamente da reazioni nucleari. Anche il 135Cs è stato usato a questo scopo.
- Come altri elementi del gruppo 1, il cesio ha una grande affinità per l'ossigeno e si usa come "getter" nei tubi a vuoto.
- Nelle celle fotoelettriche
- Come catalizzatore nell'idrogenazione di alcuni composti organici.
- Gli isotopi radioattivi di cesio si usano in medicina per trattare alcuni tipi di cancro.
- Il fluoruro di cesio è largamente usato in chimica organica come base e come sorgente di ioni fluoruro anidri.
- Il formiato di cesio è usato come lubrificante nella perforazione delle rocce.
- Il cesio è impiegato negli orologi atomici.
- Questo metallo è stato usato anche in astronautica per sistemi di propulsione ionica per sonde spaziali.
- Il cesio-137, in analogia col cobalto-60, è stato usato per la sterilizzazione per irradiazione di cibi o sostanze come il tabacco.
- L'elemento viene utilizzato come standard interno nella determinazione quantitativa dei metalli con spettrofotometria, spettroscopia di emissione e ICP-MS.

## Storia
L'elemento venne scoperto spettroscopicamente nel 1860 dagli scienziati tedeschi Robert Wilhelm Bunsen e Gustav Robert Kirchhoff, i quali scelsero per esso l'aggettivo latino cæsius, che vuol dire "grigio-azzurro", specialmente riferito al colore degli occhi. L'identificazione fu basata su due intense linee blu presenti nello spettro di fiamma dei suoi sali ricavati dalle acque minerali di Dürkheim, in Germania e con lo stesso metodo scoprirono anche il rubidio, l'elemento alcalino precedente.
L'elemento puro, allo stato metallico, venne prodotto per la prima volta nel 1881 dal chimico svedese Carl Theodor Setterberg.
Nel 1967 il Sistema Internazionale delle Unità di misura (SI) ha definito il secondo come 9 192 631 770 oscillazioni della radiazione corrispondente alla transizione fra due livelli energetici dello stato fondamentale dell'atomo di 133Cs. Storicamente l'uso più importante del cesio è stato nella ricerca e sviluppo di prodotti e applicazioni chimiche ed elettriche.

## Disponibilità
Come metallo alcalino il cesio si trova nella lepidolite, nella pollucite (silicato idrato di alluminio e cesio) e in altri minerali. Una delle più ricche ed importanti fonti di cesio è situata presso il lago Bernic nel Manitoba (Canada): i depositi ivi presenti sono stimati in 300000 t di pollucite con un contenuto medio del 20% di cesio.
Si può isolare il cesio per elettrolisi del cianuro fuso e in un certo numero di altri modi. Il cesio ottenuto per decomposizione termica dell'azoturo di cesio è eccezionalmente puro e privo di gas. I composti principali del cesio sono i suoi cloruri e nitrati; il prezzo del cesio nel 1997 è stato di circa 30 $/g.
È un elemento presente in piccole quantità nei terreni, nelle acque, negli organismi animali e vegetali.

## In biologia
Il cesio viene assorbito dalle cellule animali e vegetali in modo competitivo con il potassio, ma il cesio non ha alcuna funzione conosciuta; tuttavia, ad alte concentrazioni, può causare tossicità nelle piante, inibendone la crescita. Infatti, gli organismi dei mammiferi, durante l'evoluzione, hanno cominciato a distinguere l'inutile cesio (non-radioattivo) dal potassio, che è essenziale nella pompa Na + / K + delle membrane cellulari animali. Ciò è ben visibile nello scarso assorbimento e selettività per il cesio del fegato e dei feti, nelle autoradiografie di Nelson et al. (1961). L'organismo umano espelle infatti il cesio sia con il rene che attraverso altri due emuntori: le ghiandole salivari e il pancreas esocrino, che lo concentrano, lo filtrano e lo eliminano con le loro secrezioni (saliva e succo pancreatico) nell'intestino. Infatti, il "Blu di Prussia" (ferrocianuro ferrico), ingerito oralmente, è in grado nell'intestino di chelare il cesio, prevenendone il riassorbimento, e di eliminarlo nelle feci ed in tale modo è in grado di ridurre di circa la metà la concentrazione del cesio nel corpo umano in 30-70 giorni. Contrariamente al parere di molti ricercatori il cesio non è distribuito uniformemente nei tessuti umani. Per questo motivo, il danno cronico da radiocesio è maggiore nel pancreas, dove hanno origine la maggior parte dei tumori pancreatici, e dove può causare un aumento del diabete (pancreatogeno, secondario), mentre invece la sua radiazione acuta ha causato severe pancreatiti nella popolazione di Fukushima.

## Isotopi
Il cesio ha almeno 39 isotopi noti, più di qualunque altro elemento a parte il francio; i loro numeri di massa vanno da 112 a 151. Nonostante il gran numero di isotopi del cesio, solamente uno è stabile, il 133Cs. Tutti gli altri, a parte quelli riportati qui, hanno emivite che variano da decine di anni a frazioni di secondo. Il cesio-137 è prodotto dalla detonazione di armi nucleari e dal processo di fissione nei reattori delle centrali nucleari: una notevole quantità fu rilasciata in atmosfera nell'esplosione di Černobyl' del 1986. A partire dal 1954, con l'inizio dei test nucleari, il 137Cs è stato rilasciato nell'atmosfera terrestre per poi essere portato al suolo dalle precipitazioni e nelle acque di superficie, l'isotopo viene rimosso per ruscellamento e trasporto particellare, quindi la funzione di ingresso di questo isotopo può essere stimata come una funzione del tempo. Il 137Cs ha una emivita di circa 30 anni.

## Precauzioni
Il cesio reagisce in modo esplosivo se viene a contatto con l'acqua ed è blandamente tossico, solo un'esposizione a grosse quantità può causare iperirritabilità e spasmi muscolari, data la sua affinità al potassio; alcuni dei suoi radioisotopi presentano un'altissima tossicità radiologica. L'idrossido di cesio è una base estremamente forte e può corrodere il vetro.